# Балтазарівка
Балтаза́рівка — село в Україні, у Чаплинській селищній громаді Каховського району Херсонської області. Населення становить 1260 осіб.

## Історія
Перші згадки про село датовані 1839 роком, коли тут з'явилися переселенці з Курської губернії.
Під час організованого радянською владою Голодомору 1932—1933 років померло щонайменше 3 жителі села.
5 лютого 1965 року Указом Президії Верховної Ради Української РСР передано Балтазарівську сільраду Скадовського району до складу Чаплинського району.
12 червня 2020 року, відповідно до Розпорядження Кабінету Міністрів України від № 726-р «Про визначення адміністративних центрів та затвердження територій територіальних громад Херсонської області», увійшло до складу Чаплинської селищної громади.
19 липня 2020 року, в результаті адміністративно-територіальної реформи та ліквідації Чаплинського району, село увійшло до складу новоутвореного Каховського району.
24 лютого 2022 року село тимчасово окуповане російськими військами під час російсько-української війни.

## Населення
Згідно з переписом УРСР 1989 року чисельність наявного населення села становила 1008 осіб, з яких 459 чоловіків та 549 жінок.
За переписом населення України 2001 року в селі мешкало 1260 осіб.

### Мова
Розподіл населення за рідною мовою за даними перепису 2001 року:
| Мова       | Відсоток |
| ---------- | -------- |
| українська | 70,00 %  |
| російська  | 4,29 %   |
| молдовська | 0,40 %   |
| білоруська | 0,16 %   |
| болгарська | 0,08 %   |
| вірменська | 0,08 %   |
| інші       | 24,99 %  |

## Постаті
- Остапчук Василь Васильович (1977—2015) — солдат Збройних сил України, учасник російсько-української війни.
- Підопригора Володимир Митрофанович (1930, село Балтазарівка, тепер Чаплинського району — ?) — український радянський діяч, новатор виробництва, бригадир слюсарів метизного цеху Новокаховського електромашинобудівного заводу Херсонської області. Депутат Верховної Ради СРСР 6-го скликання.